# دار الحديث الهكارية
دار الحديث الهكارية هي إحدى المدارس الإسلامية التاريخية في مدينة القدس، تعود إلى العصر المملوكي، وتُعد من أبرز المعالم التعليمية والدينية التي أُسست في القرن السابع الهجري. أسسها الأمير شرف الدين عيسى بن بدر الدين أبي القاسم الهكاري في عام 666 هـ، وتخصصت في تدريس علم الحديث النبوي الشريف، مما جعلها مركزًا علميًا هامًا في القدس خلال تلك الفترة.

## الموقع والمعمار
تقع دار الحديث الهكارية في البلدة القديمة بالقدس، تحديدًا في طريق باب السلسلة من الجهة الشمالية، مقابل المكتبة الخالدية، وإلى الغرب من المدرسة الجالقية. تتميز المدرسة بطرازها المعماري المملوكي، حيث بُنيت بأربع قباب على الطراز الهندسي الذي كان سائدًا في زمن المماليك، مستخدمةً الحجر المقدسي في بنائها.
أُسست المدرسة على يد الأمير شرف الدين عيسى الهكاري، الذي كان من أمراء الدولة الأيوبية، واستمر في منصبه خلال العهد المملوكي. وقد وقفها لتكون مركزًا لتدريس الحديث النبوي، مما يعكس اهتمامه بالعلم والعلماء. وقد أشار المؤرخ مجير الدين الحنبلي إلى أن المدرسة كانت بجوار التربة الجالقية من جهة الغرب، وأوقفها الأمير شرف الدين عيسى بن بدر الدين أبي القاسم الهكاري.

## الدور التعليمي والديني
تُعد دار الحديث الهكارية من أبرز المدارس التي أُسست في القدس خلال العصر المملوكي، إلى جانب مدارس أخرى مثل المدرسة الصلاحية، والمدرسة الميمونية، والمدرسة التنكزية. وقد أشار الباحثون إلى أن هذه المدارس كانت تمول من خلال الأوقاف الإسلامية، مما يعكس أهمية الوقف في دعم التعليم في تلك الفترة.